# Félix Gómez-Pinto Piñero
Félix Gómez-Pinto Piñero (ur. 18 maja 1870 w La Torre de Esteban Hambrán, zm. 7 września 1936 w Hueva) – hiszpański franciszkanin, prezbiter, misjonarz, męczennik chrześcijański i błogosławiony Kościoła rzymskokatolickiego.

## Biografia
Urodzony w La Torre de Esteban Hambrán (Guadalajara) 18 maja 1870 roku. Rodzice Deogracias i Práxedes byli rolnikami, mieli pięcioro dzieci. Matka należała do Trzeciego Zakonu Franciszkańskiego, dwie siostry zostały klaryskami kapucynkami. Félix wstąpił do nowicjatu franciszkanów 12 maja 1886 roku w Pastranie. Pierwszą profesję zakonną złożył 14 maja 1887 roku. Po odbyciu studiów filozoficzno-teologicznych złożył śluby wieczyste 16 maja 1890 roku oraz przyjął święcenia kapłańskie w Ávili 19 maja 1894 roku.
Przełożeni skierowali o. Félix na misje, wyjechał na Filipiny. Pracował jako proboszcz i administrator parafii. Został uwięziony w 1898 roku. W więzieniu przebywał ponad rok. W latach 1903–1913 duszpasterzował na wyspie Samar. Następnie kilka miesięcy spędził w Palestynie, m.in. posługując w Bazylice Bożego Grobu, po czym powrócił do Hiszpanii. W latach 1914–1917 należał do wspólnoty domu formacyjnego w Pastranie. Kolejny raz wyjechał na misje na Filipiny, gdzie spędził lata 1919–1933. Po powrocie ponownie trafił do klasztoru franciszkanów w Pastranie. Gdy w lipcu 1936 roku wybuchła hiszpańska wojna domowa i zakonnicy szukali schronienia u zaprzyjaźnionych rodzin, o. Félix w miarę możliwości udzielał sakramentów, a nawet sprawował msze święte. Po przybyciu do Pastrany milicjantów z Madrytu, poszukujących ukrywających się zakonników, franciszkanin został aresztowany 2 lub 3 września. Internowano go w klasztorze zaadaptowanym na więzienie. Chciano zmusić go wielokrotnie do wypowiadania bluźnierstw. 6 września do o. Félixa dołączyli trzej wyśledzeni klerycy franciszkańscy. Nocą 7 września milicjanci wywieźli o. Félix z miejsca uwięzienia, został zastrzelony w lokalizacji nazywanej Corral de tìo Quintìn na granicy miejscowości Hueva (Guadalajara). Ciało zostało zostawione na poboczu, skąd zabrano je i pochowano na cmentarzu w Hueva. Ekshumowano je 9 października 1989 roku i przeniesiono do franciszkańskiego kościoła San Juan de los Reyes w Toledo.

## Beatyfikacja
Ojciec Félix Gómez-Pinto Piñero OFM został ogłoszony błogosławionym wraz z innymi 497 męczennikami hiszpańskimi przez papieża Benedykta XVI na Placu Świętego Piotra 28 października 2007 roku. Mszy przewodniczył prefekt Kongregacji Spraw Kanonizacyjnych kardynał José Saraiva Martins.
Wspomnienie liturgiczne obchodzone jest jako obowiązkowe przez zakony franciszkańskie na terenie Hiszpanii, przypada 6 listopada.